# Рупін Юрій Костянтинович
Рупін Юрій Костянтинович (1 жовтня 1946, Лиман, Сталінська область, УРСР, СРСР — 22 жовтня, 2008, Вільнюс, Литва) — радянський фотограф, художник, письменник.

## Життєпис
Народився 1 жовтня 1946 р. в місті Красний Лиман, Сталінська область, Україна.
У 1958 р. отримав свій перший фотоапарат і почав фотографувати.
З 1961 по 1965 рр. навчався в Слов'янському техникумі. З 1965 по 1968 рр. служив в Радянська Армія (Тбілісі, Єреван).
З 1969 по 1974 рр. — навчався в Харківський Політехнічний Інститут.
У 1979—1985 рр. = навчався в Ленінградська академія мистецтв ім. Рєпіна.
У 1974—1976 рр. — заснував у Харків творча група «Время» (Час).
З 1971 по 1985 рр. — працював кореспондентом в «ТАРС», «Вечірній Харків», «Красном Знамени», на Харківський рекламний комбінат.
У 1990—1993 рр. відкриває спільну з Анатолієм Мазюком першу в СРСР приватну галерею «МРК» у Таллін, Естонія.
З 1994 по 2001 рр. — генеральний директор фотоагентства «Рупінком».
Автор тексту: «Щоденник фотографа в архівах КДБ».
Помер у Вільнюс 22 жовтня 2008 року.

## Група «Время» (Час)— Харків
Юрій Рупін є засновником відомої в Україні і в усьому СРСР творчої групи "Время" (1974—1976). До складу групи входили такі фотографи: Євген Павлов, Олег Мальований, Олександр Супрун, Геннадій Тубалєв, Борис Михайлов і Олександр Ситниченко, а пізніше Анатолій Макієнко.

## Виставки групи «Время» (Час)— Харків
- Палац студентів у Харкові (1997).
- «Carte blanche a Boris Mikhailov» в Cite Internationale des Arts, Париж (вересень-жовтень) 1999

Література про групу «Время»
1. «Борис Михайлов: „Концептуализм для меня — это аналитическая позиция“» «Художественный журнал» 2008[4]
2. Посилання по групі «Время» (Харків)[5].

## Участь у виставках (1974—1976)
За досить короткий час існування групи «Время» Юрій Рупін брав участь і вигравав призи на таких виставках по всьому світу:
Австралія
- Interphoto 76 (Норвуд, Південна Австралія)

Ангола
- Grupo Desportivo e Curtural Da Sesil Do Ultramar (Луанда)

Аргентина
- Foto Club Buenos Aires (Буенос-Айрес)
- Foto Club Argentino (Буенос-Айрес)
- SalonInternational De Art Fotografico (Буенос-Айрес)

Бельгія
- 2nd world festival of photographic arts
- Fotoclub Virton
- Virton-76

Бразилія
- Sosiedade Fluminense de Fotografia

Велика Британія
- Edinburgh Photographic Society (Единбург)
- International Exhibition of Pictorial Photography

НДР
- 6 bifota (Берлін)

Німеччина
- FotoFilmeclub (Капелен)
- «Photokona» (Кельн)
- International Neusser fotowochen

Голандія
- Fotomundi

Данія
- Den XIX (Хаудруп)
- The Sosiety of Photographic Art (Хаудруп)

Італія
- Gruppo Fotografico Toro (Торіно)

Індія
- PSMP, International Salon (Бхопал)

Іспанія
- Europa75 bienale de fotografia
- Fotosport76 (Реус)
- Sosiedad Fotografica Zaragoza

Польща
- Małe formaty 74
- V Salon Portretu Artystycznego
- Venus-74 (Краків)
- Venus-75 (Краків)

Португалія
- Repartição de Cltura e Turismo (Порто)

Румунія
- Asociatia artiştilor fotografi (Бухарест)

США
- 18th Wichita International Salon of Photography
- Bristol Salon of Photography
- Mississippi Vaдley, St. Louise
- Northwest International (Вашингтон)
- Wichita international exhibition of photography

Франція
- 4-e Salon de Photographies Nimes (Нім)
- 5eme Salon International D'art Photographique 1976 (Нім)
- Bordeaux
- Cine Flach Club (Венсен)
- Coupe charles phate
- F.N.S.P.F (Париж)
- Macon
- Mautes la Zolie
- Photo9club ARTEK Moucron
- Salon International photographique (Бордо)

Чехословаччина
- III INFOTA 1974 (Йичин)
- IV INFOTA 1976 (Йичин)
- Fotoforum Ruzomberok
- Fotografia Academica
- Vitkovice-74 (Острава)

Швейцарія
- Photo Club Aigle
- Photo Club St-Gallem

Шрі Ланка
- The Exhibition Photographic Society of Sri Lanka

Югославія
- Foto klub Natron
- Sterijino Pozorje (Новий Сад)

Японія
- Asahi Shimbun (Токіо)

## Виставки та публікації останні
- Photography Day at London Art Fair 2009
- HotShoe International (лютий — березень 2009) — Обкладинка
- EYEMAZING Magazine (Номер 02 2009) — Стаття